# Mario Cvitanović
Mario Cvitanović (Zagreb, 6. svibnja 1975.) hrvatski je nogometni trener i bivši nogometaš. Trenutačno je bez kluba. Igrao je na poziciji braniča.

## Igračka karijera
Karijeru je počeo u zagrebačkom Dinamu. Pet je puta postao prvak Hrvatske. U inozemstvu je igrao za talijanske klubove Veronu, Veneziju, Genou i Napoli, belgijski Beerschot. Godine 2006. vratio se u Dinamo Zagreb. Godine 2007. je postao nogometaš Energie Cottbusa.
Odigrao je 9 utakmica za hrvatsku reprezentaciju.

## Trenerska karijera
Od 2015. do 2017. godine vodio je drugu momčad zagrebačkog Dinama. Dana 13. srpnja 2017. godine potpisao je jednogodišnju suradnju kao trener Dinamove prve momčadi. Dana 10. ožujka 2018. godine podnio je ostavku na tu dužnost nakon poraza od Lokomotive 1:4.
Godine 2019. kratko je trenirao saudijskoarabijsku Al-Wehdu, a u rujnu 2022. godine imenovan je trenerom HNK Šibenika.